# 建徳
建徳（、旧字体：建󠄁德）は、日本の南北朝時代の元号の一つ。南朝方で使用された。正平の後、文中の前。1370年から1372年までの期間を指す。この時代の天皇は、南朝方が長慶天皇、北朝方が後光厳天皇・後円融天皇。室町幕府将軍は足利義満。

## 改元
- 正平25年7月24日（ユリウス暦1370年8月16日）[1] 長慶天皇即位による改元
- 建徳3年4月1日?（ユリウス暦1372年5月4日?） 文中に改元

## 建徳年間の出来事
※ 南朝関係に限る。
元年（1370年）
- 11月 - 和田正武が河内東条城の楠木正儀を再三攻撃する。

2年（1371年）
- 2月 - 二条教頼家で『三百番歌合』が催される。
- 5月8日 - 細川頼基が南朝方攻撃のために大軍を率いて河内へ出陣する。
- 8月13日 - 南朝が四条隆俊・和田正武を派遣して楠木正儀を攻撃させる。
- 10月14日 - 征西府の使者祖来らが明に到り、懐良親王が日本国王に封ぜられる（明は洪武4年）。
- 12月19日 - 九州探題今川貞世が周防から豊前門司に到り、赤坂に陣する。

3年（1372年）
- 2月13日 - 菊池武政が肥前烏帽子岳で今川仲秋を襲撃するも敗退する。
- 3月 - 伊勢国司北畠氏が同国守護仁木義長を破り、朝明郡一帯を占領する。

## 西暦との対照表
※は小の月を示す。
| 建徳元年（庚戌） | 一月      | 二月※ | 三月※ | 四月    | 五月※ | 六月  | 七月※ | 八月 | 九月※ | 十月  | 十一月 | 十二月 |          |
| 応安三年         | 一月      | 二月※ | 三月※ | 四月    | 五月※ | 六月  | 七月※ | 八月 | 九月※ | 十月  | 十一月 | 十二月 |          |
| ---------------- | --------- | ----- | ----- | ------- | ----- | ----- | ----- | ---- | ----- | ----- | ------ | ------ | -------- |
| ユリウス暦       | 1370/1/28 | 2/27  | 3/28  | 4/26    | 5/26  | 6/24  | 7/24  | 8/22 | 9/21  | 10/20 | 11/19  | 12/19  |          |
| 建徳二年（辛亥） | 一月※     | 二月  | 三月※ | 閏三月※ | 四月  | 五月※ | 六月※ | 七月 | 八月  | 九月※ | 十月   | 十一月 | 十二月   |
| 応安四年         | 一月※     | 二月  | 三月※ | 閏三月※ | 四月  | 五月※ | 六月※ | 七月 | 八月  | 九月※ | 十月   | 十一月 | 十二月   |
| ユリウス暦       | 1371/1/18 | 2/16  | 3/18  | 4/16    | 5/15  | 6/14  | 7/13  | 8/11 | 9/10  | 10/10 | 11/8   | 12/8   | 1372/1/7 |
| 建徳三年（壬子） | 一月※     | 二月  | 三月※ | 四月※   | 五月  | 六月※ | 七月※ | 八月 | 九月※ | 十月  | 十一月 | 十二月 |          |
| 応安五年         | 一月※     | 二月  | 三月※ | 四月※   | 五月  | 六月※ | 七月※ | 八月 | 九月※ | 十月  | 十一月 | 十二月 |          |
| ユリウス暦       | 1372/2/6  | 3/6   | 4/5   | 5/4     | 6/2   | 7/2   | 7/31  | 8/29 | 9/28  | 10/27 | 11/26  | 12/26  |          |